# Liga ACB 2013-2014
La Liga ACB 2013-2014, chiamata per ragioni di sponsorizzazione, Liga Endesa, è stata la 58ª edizione del massimo campionato spagnolo di pallacanestro maschile. Il titolo di campione di Spagna è andato per la 18ª volta al Barcellona che nella serie finale dei playoff ha sconfitto il Real Madrid per 3-1 ribaltando il fattore campo.
Rispetto alla passata stagione, non vi sono state variazioni nelle squadre partecipanti. Le squadre retrocesse al termine del torneo 2012-2013 (ovvero San Sebastián Gipuzkoa BC e La Bruixa d'Or Manresa) hanno infatti potuto mantenere il proprio posto poiché le neopromosse Ford Burgos e CB Lucentum Alicante non avevano i requisiti economici necessari per partecipare al campionato 2013/14.

## Regular season
|  |     | Classifica stagione regolare 2013-2014 | PT | G  | V  | P  | PF   | PS   | Dif  |
|  | --- | -------------------------------------- | -- | -- | -- | -- | ---- | ---- | ---- |
|  | 1.  | Real Madrid                            | 64 | 34 | 32 | 2  | 3001 | 2480 | +521 |
|  | 2.  | Valencia Basket                        | 60 | 34 | 30 | 4  | 2930 | 2554 | +376 |
|  | 3.  | Barcellona                             | 54 | 34 | 27 | 7  | 2785 | 2382 | +403 |
|  | 4.  | Unicaja Malaga                         | 46 | 34 | 23 | 11 | 2745 | 2467 | +278 |
|  | 5.  | Herbalife Gran Canaria Las Palmas      | 44 | 34 | 22 | 12 | 2595 | 2430 | +165 |
|  | 6.  | Laboral Kutxa Vitoria                  | 38 | 34 | 19 | 15 | 2777 | 2702 | +75  |
|  | 7.  | Cajasol Siviglia                       | 36 | 34 | 18 | 16 | 2543 | 2545 | -2   |
|  | 8.  | CAI Saragozza                          | 36 | 34 | 18 | 16 | 2647 | 2591 | +56  |
|  | 9.  | FIATC Joventut Badalona                | 32 | 34 | 16 | 18 | 2655 | 2658 | -3   |
|  | 10. | San Sebastián Gipuzkoa BC              | 32 | 34 | 16 | 18 | 2417 | 2443 | -26  |
|  | 11. | Iberostar Tenerife                     | 28 | 34 | 14 | 20 | 2644 | 2739 | -95  |
|  | 12. | Rio Natura Monbus Santiago de C.       | 26 | 34 | 13 | 21 | 2548 | 2624 | -76  |
|  | 13. | UCAM Murcia                            | 24 | 34 | 12 | 22 | 2661 | 2866 | -205 |
|  | 14. | Bilbao Basket                          | 24 | 34 | 12 | 22 | 2692 | 2751 | -59  |
|  | 15. | Baloncesto Fuenlabrada                 | 24 | 34 | 12 | 22 | 2580 | 2768 | -188 |
|  | 16. | Tuenti Móvil Estudiantes Madrid        | 24 | 34 | 12 | 22 | 2569 | 2682 | -113 |
|  | 17. | La Bruixa d'Or Manresa                 | 14 | 34 | 7  | 27 | 2464 | 2888 | -424 |
|  | 18. | CB Valladolid                          | 6  | 34 | 3  | 31 | 2392 | 3075 | -683 |

## Playoff

### Tabellone
|  | Quarti di finale | Quarti di finale | Quarti di finale |            |            | Semifinali  | Semifinali | Semifinali |  |  | Finali | Finali      | Finali |
|  |                  |                  |                  |            |            |             |            |            |  |  |        |             |        |
|  | 1                | Real Madrid      | 2                |            |            |             |            |            |  |  |        |             |        |
|  | 8                | Saragozza        | 0                |            |            |             |            |            |  |  |        |             |        |
|  | 8                | Saragozza        | 0                |            | 1          | Real Madrid | 3          |            |  |  |        |             |        |
|  |                  |                  |                  |            | 1          | Real Madrid | 3          |            |  |  |        |             |        |
|  |                  | 4                | Málaga           | 1          |            |             |            |            |  |  |        |             |        |
|  | 4                | 4                | Málaga           | 1          | Málaga     | 2           |            |            |  |  |        |             |        |
|  | 4                |                  |                  |            | Málaga     | 2           |            |            |  |  |        |             |        |
|  | 5                | Gran Canaria     | 1                |            |            |             |            |            |  |  |        |             |        |
|  |                  |                  |                  |            |            |             |            |            |  |  | 1      | Real Madrid | 1      |
|  |                  |                  | 3                | Barcellona | 3          |             |            |            |  |  |        |             |        |
|  | 2                | Valencia         | 2                |            |            |             |            |            |  |  |        |             |        |
|  | 7                | Siviglia         | 1                |            |            |             |            |            |  |  |        |             |        |
|  | 7                | Siviglia         | 1                |            | 2          | Valencia    | 2          |            |  |  |        |             |        |
|  |                  |                  |                  |            | 2          | Valencia    | 2          |            |  |  |        |             |        |
|  |                  | 3                | Barcellona       | 3          |            |             |            |            |  |  |        |             |        |
|  | 3                | 3                | Barcellona       | 3          | Barcellona | 2           |            |            |  |  |        |             |        |
|  | 3                |                  |                  |            | Barcellona | 2           |            |            |  |  |        |             |        |
|  | 6                | Saski Baskonia   | 0                |            |            |             |            |            |  |  |        |             |        |

### Quarti di finale
| Squadra 1       | Totale | Squadra 2                         | Gara 1 | Gara 2 | Gara 3 |
| --------------- | ------ | --------------------------------- | ------ | ------ | ------ |
| Real Madrid     | 2 - 0  | CAI Saragozza                     | 78-70  | 101-95 |        |
| Unicaja Malaga  | 2 - 1  | Herbalife Gran Canaria Las Palmas | 78-70  | 62-63  | 79-60  |
| Valencia Basket | 2 - 1  | Cajasol Siviglia                  | 84-54  | 78-84  | 87-84  |
| Barcellona      | 2 - 0  | Laboral Kutxa Vitoria             | 92-87  | 95-71  |        |

### Semifinali
| Squadra 1       | Totale | Squadra 2      | Gara 1 | Gara 2 | Gara 3 | Gara 4 | Gara 5 |
| --------------- | ------ | -------------- | ------ | ------ | ------ | ------ | ------ |
| Real Madrid     | 3 - 1  | Unicaja Malaga | 98-93  | 89-87  | 75-88  | 89-79  |        |
| Valencia Basket | 2 - 3  | Barcellona     | 58-77  | 59-60  | 74-70  | 81-63  | 75-77  |

### Finale
| Squadra 1   | Totale | Squadra 2  | Gara 1 | Gara 2 | Gara 3 | Gara 4 | Gara 5 |
| ----------- | ------ | ---------- | ------ | ------ | ------ | ------ | ------ |
| Real Madrid | 1 - 3  | Barcellona | 93-98  | 87-78  | 79-94  | 81-83  |        |

## Premi e riconoscimenti
- MVP regular season:  Justin Doellman, Valencia
- MVP finali:  Juan Carlos Navarro, Barcellona
- Giocatore rivelazione:  Guillem Vives, FIATC Joventut Badalona
- Miglior allenatore:  Pablo Laso, Real Madrid
- Quintetto ideale:
  -  Sergio Rodríguez, Real Madrid
  -  Rudy Fernández, Real Madrid
  -  Romain Sato, Valencia
  -  Nikola Mirotić, Real Madrid
  -  Justin Doellman, Valencia